# Elapholaophonte decaceros
Elapholaophonte decaceros is een eenoogkreeftjessoort uit de familie van de Laophontidae. De wetenschappelijke naam van de soort is voor het eerst geldig gepubliceerd in 1994 door Schizas & Shirley.